# Leon Kukulski
Leon Stanisław Kukulski (ur. 9 maja 1902, zm. 9 stycznia 1980) – nauczyciel, działacz społeczny, kapitan Wojska Polskiego.

## Życiorys
Leon Kukulski urodził się w Bolesławcu powiat wieruszowski jako syn Edwarda Kukulskiego, aptekarza. W rodzinnym mieście skończył szkołę powszechną i dalej uczył się w Łodzi. Jako uczeń zgłosił się w 1918 do wojska polskiego na ochotnika i uczestniczył w rozbrajaniu Niemców. W 1920 po zmobilizowaniu służył w Krakowie w szkole oficerów gospodarczych. Uczestnik III powstania śląskiego w 1921, po którym wyjechał do Warszawy, gdzie otrzymał świadectwo maturalne, a po ukończeniu w 1924 dwuletnich Państwowych Kursów Nauczycielskich doktora Władysława Spasowskiego rozpoczął pracę jako nauczyciel. Mając lewicowe poglądy bardzo często zmieniał pracę. W latach 1930–1936 był w Warszawie instruktorem Towarzystwa Oświaty Dorosłych, a następnie uczył w szkołach. Udzielał się w Związku Nauczycielstwa Polskiego i tzw. Kole Spasowiaków, członek Związku Wolnomyślicieli Polskich oraz studiował w Wolnej Wszechnicy Polskiej.
Został mianowany podporucznikiem ze starszeństwem z dniem 1 lipca 1925 w korpusie oficerów rezerwy intendentów. W 1934 pozostawał w ewidencji Powiatowej Komendy Uzupełnień Warszawa Miasto III.
W sierpniu 1939 został zmobilizowany, a w październiku internowany i skierowany do obozu oficerów polskich na Litwie w Kulautuva i Kalvarija. Zetknął się tam z innymi oficerami rezerwy o poglądach lewicowych z którymi prowadził pracę polityczną. Wśród nich byli: Andrzej Adryan, Eugeniusz Milnikiel oraz Mikołaj Arciszewski. Celem tej czwórki było przygotowanie się u boku Związku Radzieckiego do walki z Niemcami. Latem 1940 zostali przewiezieni do obozu w Kozielsku, gdzie kontynuowali swoją działalność oraz od lipca 1941 w obozie jenieckim NKWD w Griazowcu pod Wołogdą. Grupa szybko się rozrastała i wiosną 1941 liczyła już około 60 osób nazywając się „Lewicą Demokratyczną”. Program grupy było założenie, że od sojuszu z sowietami zależy możliwość wyzwolenia Polski.
W czerwcu 1941, kiedy Niemcy napadły na Związek Radziecki członkowie Lewicy Demokratycznej do Naczelnego Dowództwa Armii Czerwonej wysłali memoriał zwracając się w nim o umożliwienie walki z Niemcami wspólnie z Armią Radziecką. Odpowiadając na memoriał w Griazowcu pojawili się z radzieckiego Sztabu Generalnego przedstawiciele, którzy zaproponowali niektórym oficerom przerzucenie drogą lotniczą na tyły frontu, którzy mieliby prowadzić wywiad i dywersję. W grupie 44 ochotników, która szkoliła się w Schodni pod Moskwą, znaleźli się m.in. Adryan, Kukulski i Arciszewski.
Poszczególne grupy rozpoczęto przerzucać na tyły frontu na ziemie polskie na jesieni 1941. 30 listopada 1941 Leon Kukulski i porucznik Aleksander Rolewski po przerzuceniu na tyły frontu wylądowali koło Olszan. Przez stłuczoną lampę radiostacji grupa Kukulskiego nie była w stanie nawiązać z ośrodkiem łączności. Przedostali się do Wilna i tam nawiązali kontakt z innymi wywiadowcami oraz partyzancką brygadą, którą dowodził pułkownik Fiodor Markow. Kukulski w 1944 znalazł się w okolicach Warszawy i zgłosił się w styczniu 1945 do 1 Armii Wojska Polskiego. Przekazano go do dyspozycji Armii Radzieckiej i skierowano do komendantury wojskowej w Myśliborzu, gdzie wyznaczony został na stanowisko kierownika służby administracyjno-cywilnej. Kiedy przybyły władze polskie został w stopniu kapitana zwolniony z wojska i wyznaczony wójtem gminy Nowogródek w powiecie myśliborskim. Członek Polskiej Partii Robotniczej, członek Komitetu Powiatowego PPR w Myśliborzu i członkiem KW PPR w Szczecinie od grudnia 1945. Leon Kukulski ten epizod opisał w Pamiętnikach osadników Ziem Odzyskanych, które wydał Instytut Zachodni w Poznaniu w 1970. W 1946 w Szczecinie został prezesem Zarządu Wojewódzkiego Związku Samopomocy Chłopskiej. W 1948 delegat na Kongres Zjednoczeniowy (mandat nr 1205).
W Koszalinie od 1950 do 1952 piastował stanowisko wiceprzewodniczącego Prezydium Wojewódzkiej Rady Narodowej. Kiedy powstała Polska Zjednoczona Partia Robotnicza był w niej członkiem egzekutywy KW PZPR w Szczecinie, a później w Koszalinie. Przeniesiono go w 1952 do Zielonej Góry i od tegoż roku do 1956 był na stanowisku prezesa Zarządu Wojewódzkiego Towarzystwa Wiedzy Powszechnej, od 1957 do 1958 dyrektora biura Towarzystwa Krzewienia Wiedzy Praktycznej, a następnie sekretarzem prezydium Wojewódzkiego Komitetu Frontu Jedności Narodu od 1958 do 1968. W roku 1969 został rencistą, a 9 stycznia 1980 zmarł.

## Ordery i odznaczenia
- Krzyż Komandorski Orderu Odrodzenia Polski[6],
- Krzyż Kawalerski Orderu Odrodzenia Polski,
- Złoty Krzyż Zasługi,
- Śląski Krzyż Powstańczy,
- Krzyż Partyzancki,
- Medal 10-lecia Polski Ludowej,
- Medal 30-lecia Polski Ludowej.